# ZiS-5
 (mai 2020).
Si vous disposez d'ouvrages ou d'articles de référence ou si vous connaissez des sites web de qualité traitant du thème abordé ici, merci de compléter l'article en donnant les références utiles à sa vérifiabilité et en les liant à la section « Notes et références ».
Le ZIS-5 (en russe ЗиС-5) était un camion 4x2 produit par le constructeur soviétique ZiS dans l'usine de Moscou à partir du mois d'octobre 1933. Ce n’était, pas beaucoup plus qu’une modernisation des modèles qui l’ont précédé, l’AMO-2 et l’AMO-3, qui étaient des copies du modèle « Dispatch » de l’American Autocar Company.

## Histoire
En 1931, le jeune constructeur soviétique AMO - Avtomobilnoe Moskovskoe Obshchestvo - fondé en 1916 mais dont l'activité ne démarrera qu'en 1924, engage un agrandissement et une remise à niveau de l'outillage de son usine de Moscou avec l'aide de la société américaine "A.J. Brandt Co." pour lui permettre de lancer la production d'un nouveau modèle de camion, l'AMO-2. Ce camion devait remplacer l'AMO F-15, le premier camion soviétique jamais construit. Il s'agissait d'une copie sous licence de l'italien Fiat 15Ter. 
L'AMO-2 fut rapidement revu et amélioré et de nouveaux modèles AMO-3 et AMO-4 sont venus l'épauler. En 1933, l'usine AMO de Moscou sera déplacée et reconstruite sous le nom d'Usine no 2 - Zavod Imeni Stalina (usine du nom de Staline, abrégée en ZIS ou ZiS). Le premier modèle fabriqué dans cette nouvelle usine sera le ZiS-5. 

## Production

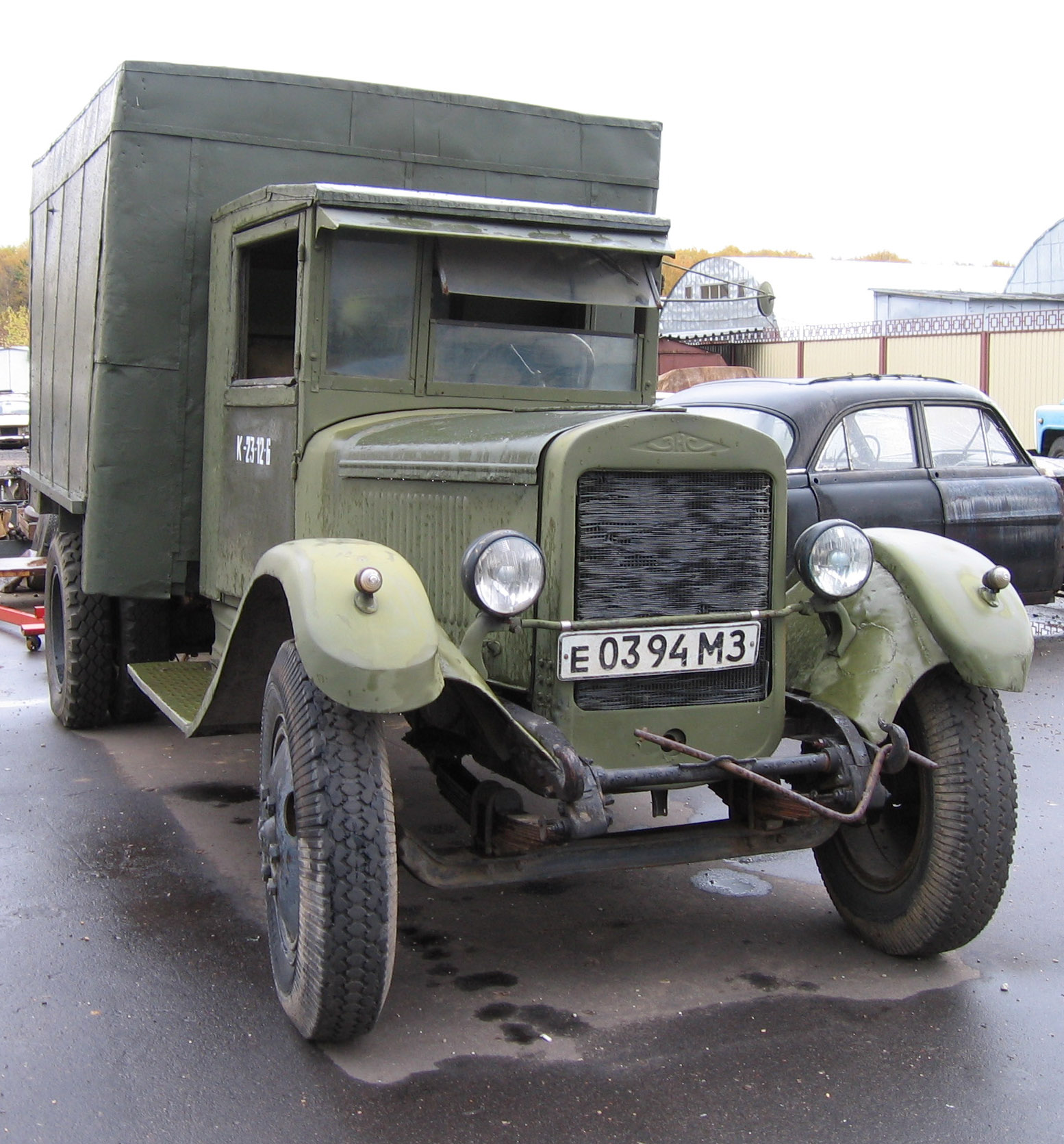
Un ZiS-5 utilisé pour le transport du pain

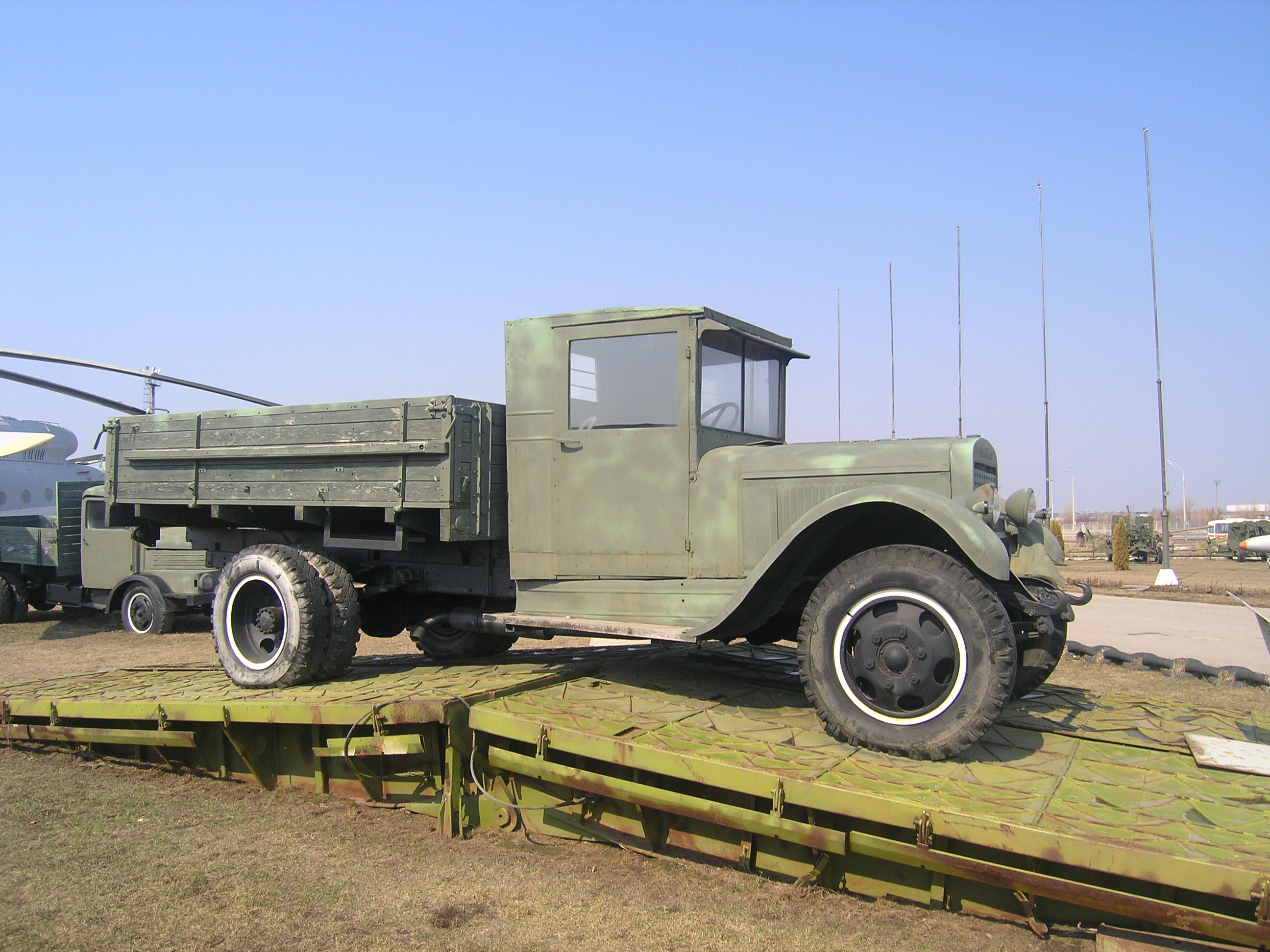
ZiS-5 au Musée technique de Togliatti.

La production en série du nouveau camion a commencé le 1er octobre 1933. Il connaîtra un succès instantané et, avec le GAZ-AA, il sera le principal camion soviétique de 1930 à 1950. Il est aussi devenu le cheval de bataille des forces armées soviétiques ; au début de l'opération Barbarossa l'Armée rouge pouvait aligner 104.200 de ces camions. 
Face à l'invasion allemande, à l'automne 1941, la ligne de production de l'usine de Moscou a été arrêté et l'usine ZiS a été déplacée à Oulianovsk sur la Volga et à Miass dans le Tcheliabinsk région de l'Oural. La production à Oulianovsk sous la marque UASZIS fut assurée de février 1942 à 1944, tandis que l'usine UralZiS à Oulianovsk a commencé en juillet 1944. 
L'usine de Moscou ZiS a relancé la production de ces camions d'avril 1942 jusqu'en 1948, quand le nouveau modèle ZiS-50, un ZiS-5 avec un nouveau moteur est apparu. 
En 1955, UralZiS a également modifié le ZiS-5. Il a monté de nouveaux moteurs et des ailes différentes de celles d'avant-guerre. Ce nouveau modèle a reçu la désignation de UralZiS-355 ou ZiS-355. 

## Le ZiS-5V

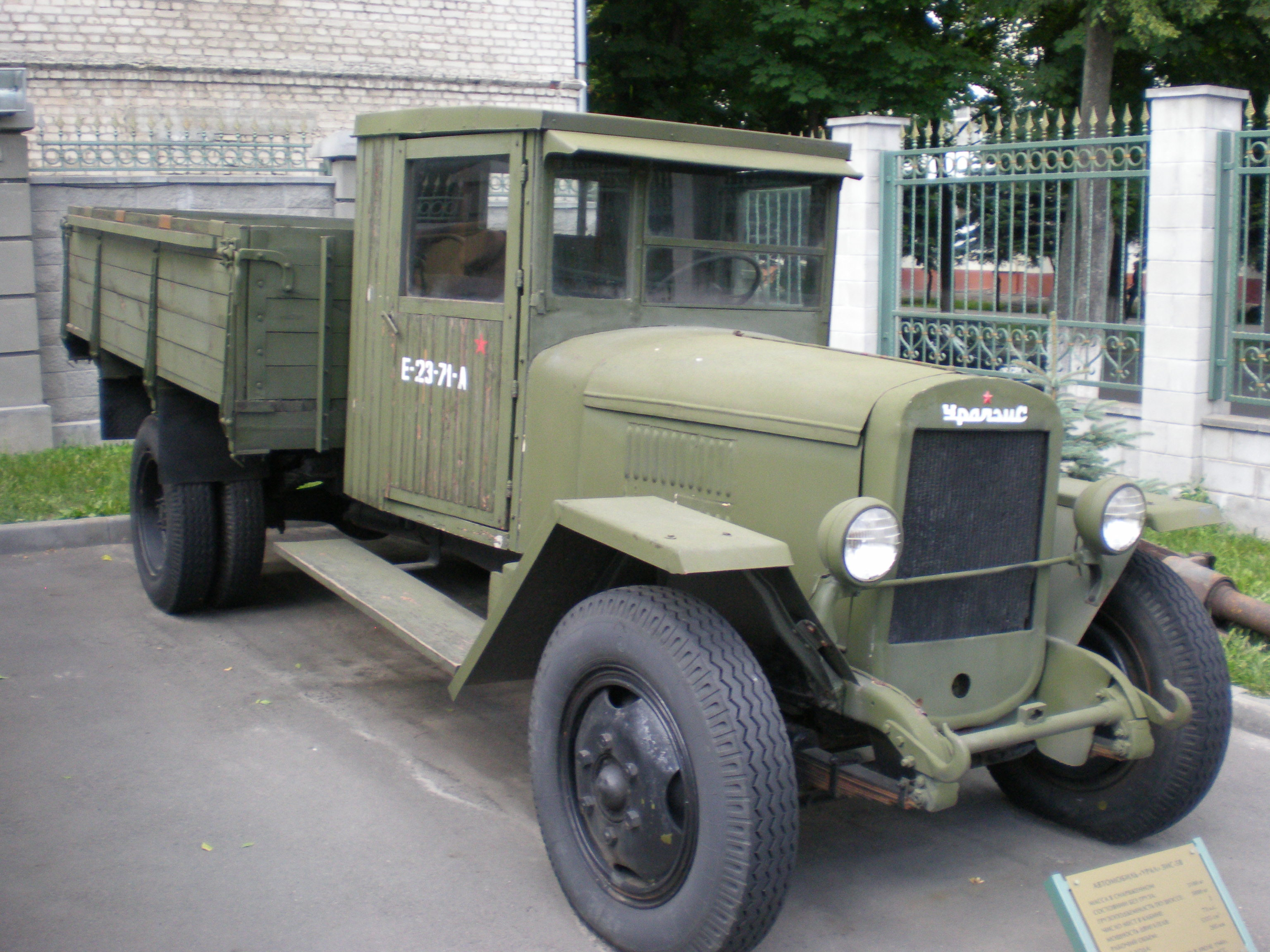
Un ZiS-5V

À la fin de l'année 1941, les pénuries en matières premières dues à la guerre, obligèrent à modifier la fabrication du ZiS-5. Les changements ont porté sur la simplification de la construction : les ailes rondes embouties ont été remplacées par les tôles plates, les cabines et les marchepieds sont en bois, les freins ont été supprimés sur le train avant. Parfois, le phare droit a aussi été retiré tandis que les pare-chocs ont disparu à jamais. 
Ce modèle simplifié, appelé ZiS-5V, a été produit depuis le mois de mai 1942 à Oulianovsk, et plus tard aussi dans les usines de Moscou et de Miass. La production globale sous la marque ZiS, fut de 325 051 exemplaires. Pendant les années de guerre, 83 000 exemplaires du ZiS-5 et ZiS-5V ont été produits. 

## Utilisation
Pendant la guerre, le ZiS-5 a été utilisé sur tous les fronts, où il a été très apprécié pour sa construction remarquablement simple et fiable. En plus des transports de marchandises, le ZiS-5 a été aussi utilisé comme tracteur d'artillerie légère et transport de troupes : 25 soldats trouvaient place à l'arrière. Le ZiS-5 a également servi de base pour des aménagements spéciaux comme les ravitailleurs, des ateliers de campagne, des ambulances. 
Après le GAZ-AA, le ZiS-5 fut le second camion le plus utilisé de l'Armée rouge de 1933 à 1943. Les ZiS-5 ont démontré leur aptitude remarquable sur la Route de la vie, la seule voie d'accès à Leningrad assiégée, ouverte sur la surface gelée du lac Ladoga en hiver de 1941 à 1944. 

## Exportation
Le ZiS-5 a été le premier véhicule soviétique à être exporté. Un lot de 100 camions ont été vendus à la Turquie en 1934. D'autres camions ont ensuite été achetés par l'Afghanistan, l'Irak, l'Iran, l'Espagne, la Chine, la Lettonie, la Lituanie, l'Estonie, la Mongolie et la Roumanie. Certains véhicules ont été utilisés par les Finlandais qui les avaient capturés pendant la guerre russo-finlandaise de 1939 à 1940 et par les nazis après l'invasion de l'Union soviétique en juin 1941. 

## Variantes

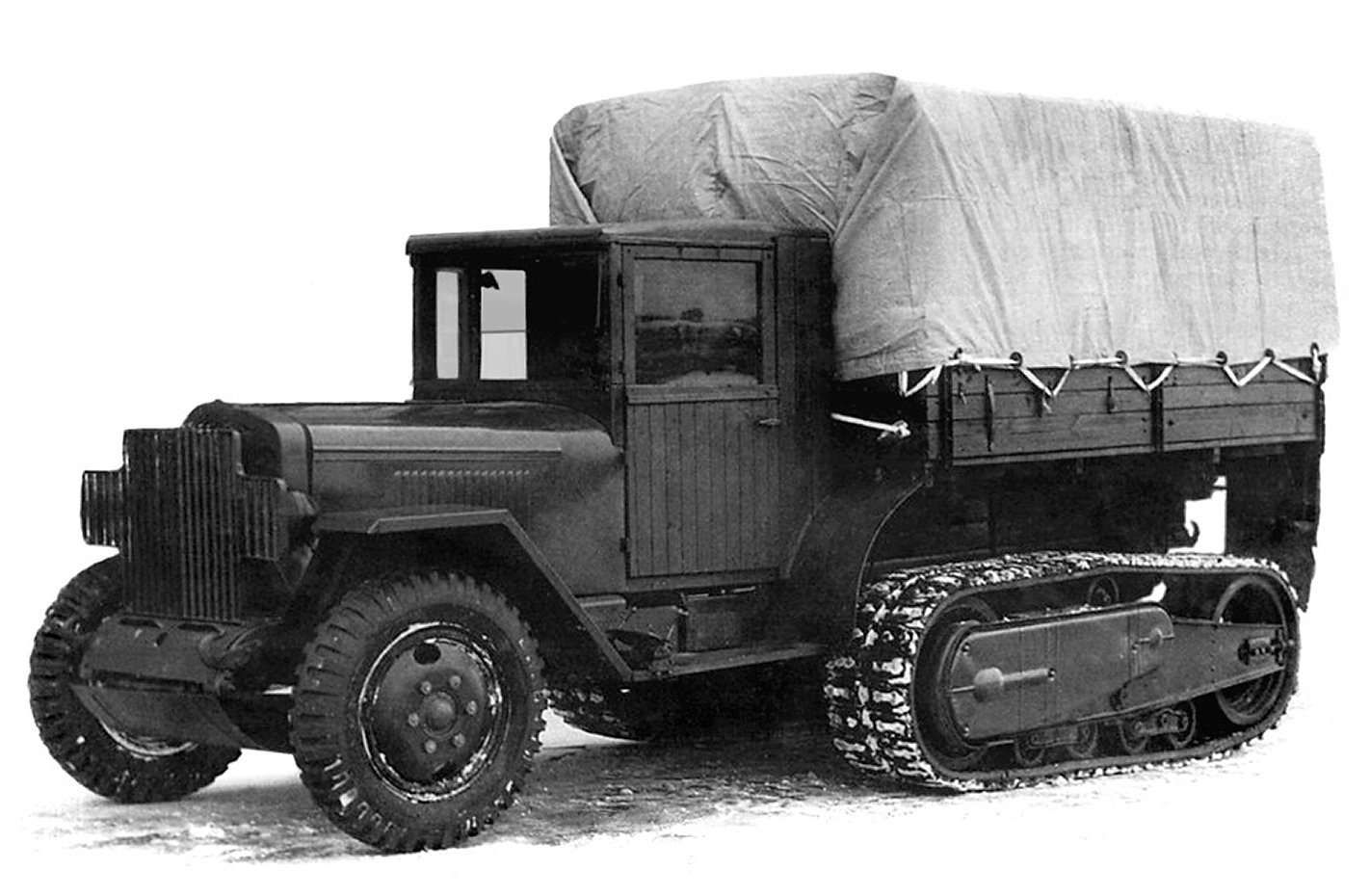
Un ZiS-42M

- ZIS-5: version standard. Produit entre 1934-1941 et 1942-1947.
- ZIS-5V: Version simplifiée. Produit de 1942 à 1947.
- ZIS-6: version à trois essieux. Produit de 1934 à 1941.
- ZIS-8: version routière basée sur le ZiS-11. Produit de 1934 à 1938.
- ZIS-10: version tracteur pour semi-remorque. Produit de 1938 à 1941.
- ZIS-11: version à empattement extra long. Produit de 1934 à 1936.
- ZIS-12: version à empattement long. Produit de 1934 à 1938.
- ZIS-13: version gazogène basée sur le ZiS-11. Produit de 1936 à 1939.
- ZIS-14: version à empattement long. Produit en 1934.
- ZIS-15: prototype pour le remplacement du ZiS-5. Produit en 1939.
- ZIS-16: version bus. Produit de 1938 à 1941.
- ZIS-17: prototype de bus basé sur ZiS-15. Produit en 1939.
- ZIS-18: version gazogène du ZiS-15.
- ZIS-19: version camion à benne basculante. Produit de 1939 à 1949.
- ZIS-20: prototype version camion-benne.
- ZIS-21: version gazogène. Produit de 1939 à 1941.
- ZIS-22: version Halftrack. Produit de 1940 à 1941.
- ZIS-23: version à trois essieux du ZiS-15.
- ZIS-24: version à quatre roues motrices du ZiS-15.
- ZIS-25: version gazogène du ZiS-15.
- ZIS-26: version tracteur de semi-remorque du ZiS-15.
- ZIS-28: prototype essai moteur sur la base du ZiS-15.
- ZIS-30: version multi carburants. Produit de 1940 à 1941.
- ZIS-31: version gazogène (similaire au ZiS-21, à l'exception de l'unité de charbon NATI-G23).
- ZIS-32: version à quatre roues motrices. Produit en 1941.
- ZIS-33: version semi-chenillée Produit en 1940.
- ZIS-35Sh: Version semi-chenillée.
- ZIS-36: version 6x6 Prototype. Produit en 1941.
- ZIS-41: version gazogène. Produit de 1940 à 1944.
- ZIS-42: version semi-chenillée. Produit de 1942 à 1944.
- ZIS-44: version Ambulance basée sur le ZiS-5V.
- ZIS-50: ZiS-5 avec le moteur du ZiS-150. Produit de 1947 à 1948.
- ZIS-S1: version camion à benne basculante. Produit de 1947 à 1949.
- LET: véhicule électrique expérimental, basé sur le ZiS-5. Produit en 1935.
- ZIS-LTA: Prototype halftrack camion grumier, sur la base du ZiS-5. Produit en 1949.

## Description
- 4 x 2, camion 2 essieux de 3,1 tonnes de poids à vide
- La production totale: environ 1 million de
- Moteur: carburateur, 73 ch[1] à 2 300 tr/min 6-cyl. 5 557 cm3, refroidi par eau, couple 250 N m (de janvier 1944 à 1976, 76 ch à 2 400 tr/min et à partir du début des années 1950 - 85 ch)
- Alésage x course: 101,6 × 114,3 mm
- Longueur : 6 060 mm (avec pare-chocs)
- Hauteur : 2 160 mm
- Largeur : 2 235 mm
- Empattement : 3 810 mm
- Transmission : 4 x 2 vitesses sans synchroniseurs
- Poids : 3 100 kg à vide - PTC :6 100 kg
- Vitesse maxi : 60 km/h (à partir du début des années 1950 : 70 km/h)
- Pneus : 34 x 7 ou 9,00 x 20 (après-guerre) ou 36x8 admis.
- Consommation de carburant : 34,0 l/100 km